# Antarchaea
Antarchaea là một chi bướm đêm thuộc họ Noctuidae.

## Các loài tiêu biểu
- Antarchaea erubescens A. Bang-Haas, 1910
- Antarchaea malhamana Hacker & Fibiger, 2006